# Lloyd Garmadon
Lloyd Montgomery Garmadon (más conocido como Lloyd Garmadon) es un personaje ficticio, además de ser uno de los protagonistas de la serie de televisión de dibujos animados Ninjago: Maestros del Spinjitzu. Su árbol genealógico está compuesto por el Primer Maestro del Spinjitzu (abuelo), maestro Garmadon y Misako (progenitores) y maestro Wu (tío) y estaba enamorado de una chica llamada (Harumi) 
Lloyd es el primer y único maestro elemental de la Energía, más conocido como "Ninja Verde", además de ser brevemente el máximo maestro del Spinjitzu y actualmente el líder de los Ninja.

## LEGO Ninjago: Maestros del Spinjitzu (2011-2019)
Él es el hijo de Garmadon y Misako, el sobrino de Wu y el nieto del Primer Maestro Spinjitzu. Alguna vez fue un niño malcriado que trató de seguir los pasos de su diabólico padre para convertirse en un villano. Pero gracias a las enseñanzas de su tío Wu, Lloyd cambió su camino, ayudando a los Ninjas en algunas de sus misiones.  
Posteriormente se enteraría de que estaba destinado a ser el profetizado Ninja Verde. Poco después de la noticia, los ninjas entrenaron a Lloyd, el cual posteriormente, después de mucho tiempo, se reunió con su madre, Misako.  
Más adelante, Lloyd se enfrentó a Garmadon y el Gran Tirano transformándose en el “Ninja Dorado” (o máximo maestro del Spinjitzu); Garmadon fue purificado del mal y el Gran Tirano fue derrotado; sin embargo, después de algunos meses, el villano regresó con un único objetivo: Robar el poder Dorado de Lloyd. Causando el resurgimiento del Gran Tirano como el "Maestro Dorado" y el sacrificio de Zane para derrotarlo. 
Tiempo después de la muerte de Zane contra el Maestro Dorado, a causa de un conflicto en el restaurante de fideos del Maestro Chen, los ninjas descubren que Zane está vivo. Además de descubrir que la única manera de salvarlo era participar en el "Torneo de los Elementos", un evento organizado por el Maestro Chen. 
Después de obtener esa valiosa información, Lloyd y los ninjas se dispusieron a participar en ese torneo, en el cual en esta ocasión el Maestro Garmadon los guiaría. 
Para concursar en el torneo, los ninjas se dispusieron a zarpar hasta la isla de Chen. En donde después de diversas competiciones y varias situaciones, Chen y su ejército (ahora como Anacondrai) intentaron conquistar la ciudad a través del Corredor de los Concejales, siendo retenidos por la resistencia (conformada por todos los maestros elementales) y toda la población de Ninjago; siendo finalmente derrotados en el momento que Lloyd desterró a su padre al Reino Maldito a cambio de traer las almas de los antiguos líderes de los ejércitos Anacondrai, los cuales a su vez desterraron a Chen y sus subordinados.
Algún tiempo después de la derrota de Chen y la muerte de Garmadon, después de poseer momentáneamente a un guardia y engañar a Lloyd y a los guardias del museo, Morro tomaría el control del cuerpo de Lloyd. Utilizándolo para enfrentarse a los ninjas varias veces y para finalmente conseguir acceder a la tumba del primer maestro del Spinjitzu, donde se encontraba el Cristal del Reino, el cual conecta mediante un portal los 16 reinos existentes.  
Una vez consiguió el cristal, Morro organizó varios preparativos para el resurgir de su maestra la Preeminente/Suprema (o también reino maldito) en la pequeña aldea de Styx. Sitio que fue evacuado por los ninjas y Nya, ahora como maestra del agua. Al ya estar fuera de la posesión de Morro, Lloyd se enfrentó a él usando la espada del santuario mientras su contrincante se escabullía gracias al Cristal del Reino, dejando en un punto a Lloyd encerrado en uno de los otros reinos. Dejando a todos cabizbajos y sin esperanzas hasta que gracias al despertar del verdadero potencial de Nya, la Preeminente/Suprema sucumbió y desapareció en el mar, llevándose con ella a todos los fantasmas que le servían (incluido Morro) y matando definitivamente al padre de Lloyd.  
Posteriormente sucedieron los eventos de Skybound (temporada 6), donde Lloyd ayudó en la lucha contra Nadakhan y sus piratas, además de ser en cierta manera un punto clave en el momento que Jay reflexionó la situación, ya que debido a un deseo de Lloyd sobre ser igual de sabio que el Maestro Wu, se volvió extremadamente viejo y sabio, gracias a lo cual aconsejó a Jay y prefirió sacrificarse a sí mismo antes de entregar a Nya y malgastar el último deseo de Jay. Después de ser rescatado por Jay y salir de la espada, se dispuso a volver combatir contra el Djinn. Después de la batalla Jay pidió su último deseo para salvar a Nya, revirtiendo todos los hechos antes vistos y deshaciendo todos los deseos anteriores, entre ellos el envejecimiento de Lloyd, además de provocar que absolutamente todo Ninjago, a excepción de Nya y Jay, no recuerden este suceso.  
Avanzando un poco más en el tiempo, nos situamos en el Día de los Difuntos, donde Lloyd y Misako conmemoraron a Garmadon en el Corredor de los Concejales, donde Lloyd tuvo una dura lucha contra Pythor. 
Avanzando todavía más en el tiempo, Lloyd y los Ninjas lucharon contra Krox y Acronix (más conocidos como las ”manecillas de tiempo”), juntamente con su ejército de serpientes Vermillion. Debido a la pelea de Wu contra Acronix y el “puñetazo del tiempo” que el maestro recibió por parte del villano, tuvo que abstenerse temporalmente como líder de los ninjas, quiénes debido a la “jerarquía” que poseen, serían liderados por el siguiente en la línea sucesoria: el Ninja Verde. Lloyd, ahora titulado como “maestro temporal en prácticas” lideró a los ninjas en la ausencia de su tío en el combate. Al final de la aventura, debido a que el maestro Wu desapareció en el espacio-tiempo, oficialmente fue nombrado como “Maestro Lloyd”.
Un año después de la pérdida de su tío y maestro, en su primer día como maestro se enfrentó a unos malhechores encapuchados, los cuales robaron una máscara conocida como la “máscara de la venganza”, poco después de ver la imagen de su padre como logo de estos villanos e investigar al respecto, averiguó que eran pertenecientes al grupo de los “hijos de Garmadon”. Poco después de su enfrentamiento contra esta nueva amenaza, reunió de nuevo al equipo y gracias a Hutchins (guardia real del castillo de los Secretos) se enteró de la existencia de las máscaras Oni y su gran valor. Debido a la información antes mencionada los ninjas optaron por vigilar el castillo de los Secretos mientras el emperador daba un discurso, siendo posteriormente todos invitados al palacio, donde Lloyd conoció a la princesa de jade, la princesa Harumi. De la cual se enamoró prácticamente a primera vista.En su estancia en el palacio aparte de conocer un poco sobre la vida de Harumi e incluso que esta le permitiera tutearla y llamarla “Rumi”, tuvo que pelear nuevamente contra los hijos de garmadon, que tenían como objetivo conseguir la “máscara del engaño”, otra de las tres máscaras Oni, la cual se encontraba en el castillo.  
Lastimosamente, después de las peleas y persecuciones ocurridas, el castillo fue destruido y la única sobreviviente de la familia real fue Harumi. En el transcurso de los días, mientras los ninjas descubrían nuevas cosas sobre los hijos de garmadon, Harumi y Lloyd eran cada vez más cercanos. Durante estos días, los ninjas fueron a ver a Mistake, una antigua conocida de Wu y Garmadon. La cual revelaría el origen de los Oni y los dragones, revelando también que al ser pariente del primer maestro del Spinjitzu, Lloyd posee sangre Oni y dragón. Además de revelar que los hijos de Garmadon querían las 3 máscaras Oni para revivir a Garmadon, pero totalmente malvado y sin ningún rastro de bondad en él. 
En un momento clave, cuando el samurai X (controlado por los hijos de garmadon) estaba a punto de matar a Lloyd, Harumi intervino y lo salvó, pero casi al mismo instante el enemigo la agarra y salta por la borda, dejando devastado a Lloyd, quien sin dudarlo salta para salvar al amor de su vida. Saltando algunas escenas, llegamos a la parte de cuando Lloyd y Harumi, después de superar varias adversidades, logran llegar a la entrada de la cueva donde se encuentra la “máscara del Odio”, la última máscara Oni. Casi al mismo tiempo de este suceso, los ninjas descubren que la identidad del “silencioso” (líder de los hijos de Garmadon) era Harumi. La cual luego de una frenética pelea contra Lloyd, en la cual lo hiere tanto sentimentalmente como físicamente obtiene la máscara del odio y lo deja a su suerte. Después de conseguir sobrevivir al templo Oni, Lloyd es capturado por Harumi y sus secuaces. Misako y Lloyd serían encarcelados mientras que Harumi realiza el ritual de resurrección,  aunque gracias a la intervención de los Ninjas, finalmente sería detenida y arrestada por la policía. 
Aunque para la desgracia de Lloyd, el ritual fue un éxito y Garmadon resucitó siendo completamente malo. No conforme con eso, liberó a Harumi y al resto de sus secuaces del departamento policial y tomaron control de la prisión Kryptarium. En donde poco después de ser usurpada, fue el campo de batalla de Lloyd y Garmadon, los cuales se enfrentaron en una gran pelea, en la cual Garmadon despertó sus poderes, que junto a sus palabras destrozaron tanto física como psicológicamente a Lloyd, puesto a que lo último que Garmadon le dijo a Lloyd fue “no tengo hijo” y consecuentemente lo lanzó bruscamente, provocando que Lloyd traspasara todas las paredes de la prisión y quedara al borde de la muerte. Después de su última batalla, Lloyd quedó con secuelas de esta, al igual que perdió sus poderes. Si no era suficiente el perder sus poderes y que la ciudad estuviera bajo asedio, Harumi hizo que Lloyd experimentara una de las experiencias más dolorosas de su vida: Ver morir a sus amigos delante de él, siendo aplastados poco a poco, sin que Lloyd pudiera hacer absolutamente nada para evitarlo. Y con la desaparición de los ninjas, Garmadon se convirtió en el emperador de Ninjago. 

## Ficha por actor de doblaje
| Actor de doblaje | N.º de proyectos | Lugar                     |
| ---------------- | ---------------- | ------------------------- |
| Emilio Treviño   | 8                | Bandera de México         |
| Diego Becerril   | 6                | Bandera de México         |
| Carlo Vázquez    | 3                | Bandera de México         |
| Irwin Daayán (*) | 1                | Bandera de México         |
| Rafael Velázquez | 1                | Bandera de México         |
| Sin identificar  | 1                | Bandera de Estados Unidos |
| Sin identificar  | 1                | Bandera de Estados Unidos |

## Filmografía
| Imagen | Año           | Título                                                  | Actor de voz original      | Actor de doblaje                  | Lugar       |
| ------ | ------------- | ------------------------------------------------------- | -------------------------- | --------------------------------- | ----------- |
|        | 2011-presente | Lego Ninjago: Maestros del Spinjitzu                    | Jillian Michaels (1ª-7ª)   | Emilio Treviño (1ª-10ª)           | México      |
|        | 2011-presente | Lego Ninjago: Maestros del Spinjitzu                    | Sam Vincent (8ª-)          | Diego Becerril (11.ª-)            | México      |
|        | 2021          | Ninjago Reimagined: Golden Hour                         | Jillian Michaels (Archivo) | Por confirmar                     | México      |
|        | 2021          | Ninjago: The Flood                                      | Sam Vincent                | Diego Becerril                    | México      |
|        | 2021          | Ninjago: La Isla                                        | Sam Vincent                | Diego Becerril                    | México      |
|        | 2020          | Ninjago: Prime Empire Original Shorts                   | Sam Vincent                | Diego Becerril                    | México      |
|        | 2019          | Ninjago: La Última Cambia Formas                        | Sam Vincent                | Diego Becerril                    | México      |
|        | 2019          | Ninajgo: Lo Peor de Lo Peor                             | Sam Vincent                | Diego Becerril                    | México      |
|        | 2019          | Ninjago:La Marcha de los Oni                            | Sam Vincent                | Emilio Treviño                    | México      |
|        | 2018          | Ninjago: Legacy, Historias del Monasterio del Spinjitzu | Sam Vincent                | Emilio Treviño                    | México      |
|        | 2018          | Los Tes de Wu                                           | Jillian Michaels           | Emilio Treviño                    | México      |
|        | 2017          | Escenas eliminadas                                      | Dave Franco                | Carlo Vázquez                     | México      |
|        | 2017          | Detrás de los Ladrillos                                 | Dave Franco                | Carlo Vázquez                     | México      |
|        | 2017          | The LEGO Ninjago Movie Video Game                       | Julian Kostov              | Emilio Treviño                    | México      |
|        | 2017          | LEGO Ninjago: La película                               | Dave Franco                | Rafael Velázquez "Rafa Polinesio" | México      |
|        | 2017          | LEGO Ninjago: La película                               | Dave Franco                | Carlo Vázquez (tráiler)           | México      |
|        | 2016          | Ninjago: Día de los Difuntos                            | Jillian Michaels           | Emilio Treviño                    | México      |
|        | 2016          | La historia del Villano                                 | Jillian Michaels           | Emilio Treviño                    | México      |
|        | 2015          | LEGO Dimensions                                         | Karen Strassman            | Emilio Treviño                    | México      |
|        | 2015          | LEGO Ninjago: Shadow of Ronin                           | ¿?                         | Sin identificar                   | Los Ángeles |
|        | 2014          | LEGO Ninjago:Nindroids                                  | ¿?                         | Sin identificar                   | Los Ángeles |

- Datos: Q25401076